# The Man from London
The Man from London (Alternativtitel: Der Mann aus London; Originaltitel: A Londoni férfi) ist ein Spielfilm des ungarischen Regisseurs Béla Tarr aus dem Jahr 2007. Der in Schwarzweiß gedrehte Film ist eine Adaption des Romans L’Homme de Londres des belgischen Autors Georges Simenon. Seine Premiere feierte er im Wettbewerb der 60. Internationalen Filmfestspiele von Cannes.

## Handlung
Maloin arbeitet als Rangiermeister in einem Bahnhof am Hafen. Eines Nachts beobachtet er von seinem Wachturm aus, wie ein Mann niedergeschlagen und mitsamt seinem Koffer ins Hafenbecken geworfen wird. Er kann den Koffer aus dem Wasser fischen und entdeckt darin eine große Menge britischer Pfundnoten. Er trocknet das Geld auf einem Ofen, erzählt seiner Frau und seiner Tochter allerdings nichts von dem Fund. Der Polizeiinspektor Morrison verdächtigt einen Mann namens Brown, den Mord begangen zu haben. Er stellt Brown in einem Gasthaus und bietet ihm an, gegen die Rückgabe des Geldes auf weitere Untersuchungen zu verzichten. Doch Brown schweigt zu den Vermutungen des Polizeiinspektors und flieht durch die Hintertür des Lokals.

## Hintergrund
Charakteristisch für die Arbeit Béla Tarrs sind die extrem langen Plansequenzen, die sich meist über mehrere Minuten hinziehen. Insgesamt hat der Film bei einer Laufzeit von 132 Minuten nur 29 Einstellungen.
Gedreht wurde der Film in Bastia, einem Hafen der Insel Korsika. Das Stellwerk, in dem Maloin nachts arbeitet, wurde auf einer Mole im südlichen Teil des Hafens errichtet (Lage etwa: 42.695448, 9.452014). Wohnhaus, Kneipe, der Schuppen und andere Drehorte sind alle in einem kleinen Umkreis angeordnet. Der Schuppen beispielsweise lag im südlichsten Zipfel des Hafens am Fuß der Klippe; das Wohnhaus von Maloin und das Geschäft, in dem die Tochter arbeitete, im Gassengewirr unmittelbar am Hafen.
Der Film kam am 12. November 2009 in die deutschen Kinos.